# Bilanz (deutsches Wirtschaftsmagazin)
Bilanz (Eigenschreibweise: BILANZ) war eine deutsche Wirtschaftszeitschrift, die ab Mai 2014 von der Bilanz Deutschland Wirtschaftsmagazin GmbH, einer Tochtergesellschaft der Axel Springer SE, herausgegeben wurde. Sie erschien zehnmal jährlich im Einzelhandel und als Beilage der Abonnementauflage der Zeitungen Die Welt und Die Welt Kompakt. Die verbreitete Auflage betrug 2019 110.000 Exemplare, wovon 70.000 Exemplare an Welt-Abonnenten gingen. Im September 2019 teilte die Axel Springer SE mit, dass der Titel nicht als eigenständiges Wirtschaftsmagazin weitergeführt wird. Stattdessen sei geplant, das Blatt redaktionell in die Tageszeitung Die Welt zu integrieren. Die letzte Ausgabe erschien am 2. November 2019.

## Redaktion
Chefredakteur der Bilanz war ab Februar 2014 der Wirtschaftsjournalist Klaus Boldt. Boldt hatte vor seinem Wechsel zu Springer zwölf Jahre lang als Auslandskorrespondent des Manager Magazins in New York gearbeitet. Der Herausgeber von Bilanz, Arno Balzer, war zuvor in leitender Position beim Manager Magazin beschäftigt, zuletzt über zehn Jahre als Chefredakteur. Im Dezember 2018 gab Balzer seinen Rücktritt als Herausgeber zum Sommer 2019 bekannt.

## Meinungs- und Debattenforum Bilanz.de
Im November 2015 gestaltete Bilanz seinen Online-Auftritt neu: Die Website erhielt ein neues Design und gleichzeitig startete Bilanz auf seiner Internet-Präsenz ein Meinungs- und Debattenforum für die deutsche Wirtschaft nach dem Vorbild von Forbes. Hier schreiben rund 90 Kolumnisten Beiträge zu aktuellen Themen und kontroversen Fragen.
Zu dem Kolumnisten gehören prominente Schreiber und Denker wie der Ex-Chefredakteur von Der Spiegel und Manager Magazin, Wolfgang Kaden, der französische Wirtschaftswissenschaftler Thomas Piketty und der US-Nobelpreisträger Paul Krugman. Aus Unternehmersicht schreiben Carsten K. Rath, Ulrich Bettermann und Martin Richenhagen. Außerdem veröffentlichen hier verschiedene Forschungseinrichtungen und wissenschaftliche Institute Beiträge. In der Kolumne des Weltwirtschaftsforums sind so etwa Beiträge von Klaus Schwab zu lesen, und zu der Kolumne des Instituts der deutschen Wirtschaft trägt Michael Hüther bei. Auch das Rheinisch-Westfälische Institut für Wirtschaftsforschung hat eine Kolumne bei Bilanz.de.
Am 15. März 2017 wurde die Website der Zeitschrift in die Onlinepräsenz Welt.de integriert. In dem neugeschaffenen Channel Bilanz erreichen die Beiträge der Kolumnisten und Online-Artikel der Bilanz aufgrund der hohen Reichweite von Welt.de ein noch größeres Publikum.

## Deutscher KI-Preis/German AI Award
Das Magazin verlieh im Frühjahr 2019 den ersten Deutschen KI-Preis / German AI Award für herausragende Verdienste um die Erforschung und Entwicklung sowie die Anwendung und Kommerzialisierung Künstlicher Intelligenz. Der Preis wurde insgesamt in drei Kategorien vergeben. Zum einen wurde eine Institution, wie beispielsweise eine Stiftung, Forschungs- oder Lehreinrichtung, die für die Weiterentwicklung der Künstlichen Intelligenz entscheidende Impulse geliefert hat, mit einem undotierten Ehrenpreis auszeichnet. Des Weiteren wurde eine Persönlichkeit, die Herausragendes auf dem Gebiet der KI-Anwendung geleistet hat, mit dem Hauptpreis in Höhe von 100.000 Euro ausgezeichnet. Zusätzlich wurde ein mit 15.000 Euro dotierter Nachwuchspreis für den KI-Künstler von Morgen / AI Artist of the Future vergeben. Über die Preisvergabe entschied eine internationale Jury, die mit renommierten Vertretern aus Forschung und Anwendung besetzt war. Der Hauptpreis wurde dem Informatikprofessor Kristian Kersting von der Technischen Universität Darmstadt verliehen. Der undotierte Ehrenpreis ging an den Übersetzungsdienst DeepL. Den Nachwuchspreis erhielt Professor Elmar Rückert von der Universität zu Lübeck. Die feierliche Preisverleihung des ersten Deutschen KI-Preises fand mit Gästen aus Forschung, Wirtschaft, Politik, Medien sowie Kunst und Kultur statt. BILANZ begleitete den ersten Deutschen KI-Preis thematisch mit Reportagen und Analysen im Magazin sowie im BILANZ-Channel auf WELT.de. Beim ersten Deutschen KI-Preis handelte es sich um eine Initiative von BILANZ in Kooperation u. a. mit Airbus, BMW, McKinsey & Company, Microsoft und der Otto Group. 
Seit der zweiten Ausgabe im Herbst 2020 erfolgt die Ausrichtung im Rahmen der Medienmarke Die Welt und wird jährlich im Axel-Springer-Hochhaus in Berlin verliehen. Er umfasst die Kategorien KI-Innovationspreis, KI-Anwenderpreis und KI-Start-Up-Preis. Die nächste Verleihung ist für den 8. Oktober 2025 als siebte Ausgabe angekündigt.

## GründerwettbewerbStart me up!
Unter dem Slogan „Eine Initiative für mehr Gründergeist“ rief die Bilanz-Redaktion 2015 den Start-up-Wettbewerb Start me up! aus. Mit einem Preisgeld von 100.000 Euro handelt es sich um einen der höchstdotierten deutschen Gründerwettbewerbe. In Kooperation mit fünf Partnern – der Versicherungsgruppe Hanse Merkur, der Deutschen Bank, Daimler, der Maschmeyer Group und ProSiebenSat1 – sucht die Redaktion nach den Gründern von Morgen. Der Wettbewerb findet seitdem jährlich statt.
Neben dem Preisgeld winken dem Gewinner ein einmaliges Coaching mit dem Start-up-Star Peter Thiel, sowie begleitende Berichterstattung in der Bilanz und auf Bilanz.de. Den Preis hat 2016 das Start-up Artiminds Robotics aus Karlsruhe gewonnen. 2017 gewann das Start-up DiaMonTech, eine Ausgründung der Goethe-Universität Frankfurt, das an der Entwicklung einer nichtinvasiven Methode zur Bestimmung des Blutzuckerspiegels arbeitet.
Die Bewerbungsfrist für die dritte Runde des Gründerwettbewerbs endete am 31. März 2018. Eine Jury entschied über den Gewinner. Die Preisverleihung fand im Juni 2018 statt.

## Die 500 reichsten Deutschen
Seit 2014 erscheint in der Bilanz eine Liste der 500 reichsten Deutschen. Das Wirtschaftsmagazin erstellt die Auflistung nach eigener Recherche und aktualisiert sie jährlich. Im September 2016 hat Bilanz die 750 reichsten Deutschen veröffentlicht, im September 2017 enthielt die Liste erstmals die Namen der 1000 reichsten Deutschen. Mit dieser Zahl ist die Reichsten-Liste der Zeitschrift die umfangreichste in Deutschland.

## Auszeichnungen
Die Bilanz-Redaktion wurde im Dezember 2014 von der Fachzeitschrift Wirtschaftsjournalist als „Wirtschaftsredaktion des Jahres 2014“ ausgezeichnet. Kurz darauf kürte das Medium Magazin Klaus Boldt zum zweitbesten Wirtschaftsjournalisten des Jahres. Im Mai 2015 folgte der internationale INMA-Award als „Best New Print Product“. Die Bilanz wurde außerdem im Oktober 2015 beim Lead Award, dem „Oscar der deutschen Zeitungen- und Zeitschriftenbranche“, zum zweitbesten „Newcomermagazin des Jahres“ ausgezeichnet.